# Raiffeisenbank Lechrain
Die Raiffeisenbank Lechrain eG ist eine deutsche Genossenschaftsbank mit Sitz in der bayerischen Gemeinde Fuchstal im Landkreis Landsberg am Lech. Der Verwaltungssitz befindet sich in Egling an der Paar.

## Geschichte
Die ehemalige Raiffeisenbank Nordkreis Landsberg eG wurde am 28. Februar 1911 von 60 Personen firmierend unter Darlehenskassenverein Egling-Heinrichshofen als eingetragene Genossenschaft in Egling an der Paar gegründet, im Jahr 1953 erfolgte die Namensänderung in Raiffeisenkasse Egling-Heinrichshofen. Am 24. Mai 1977 wurde als Raiffeisenbank Egling-Heinrichshofen eG mit der Raiffeisenbank Walleshausen-Pestenacker eG mit dem Sitz in Walleshausen fusioniert und gleichzeitig in Raiffeisenbank Nordkreis Landsberg eG umfirmiert. Es folgte am 13. Mai 1983 die Fusion mit der Raiffeisenbank Prittriching-Scheuring eG mit dem Sitz in Prittriching.
Die Raiffeisenkasse Walleshausen eGmbH fusionierte im Jahr 1966 mit der Raiffeisenkasse Pestenacker eGmbH mit dem Sitz in Pestenacker zur Raiffeisenkasse Walleshausen-Pestenacker eGmbH. Die Raiffeisenbank Prittriching-Scheuring eG entstand im Jahr 1977 durch die Fusion der Raiffeisenbank Scheuring eG mit dem Sitz in Scheuring mit der Raiffeisenbank Prittriching-Winkl eG. Diese wiederum entstand im Jahr 1968 durch die Fusion der Raiffeisenbank Prittriching eGmbH mit der Raiffeisenbank Winkl eGmbH mit dem Sitz in Winkl.
Die Raiffeisenbank Fuchstal-Denklingen e.G. wurde im Jahr 1990 durch die Fusion der Raiffeisenbank Denklingen-Epfach eG mit dem Sitz in Denklingen mit der Raiffeisenbank Fuchstal eG mit dem Sitz in Fuchstal gegründet.
Zuvor fusionierten im Jahr 1980 die Raiffeisenbank Asch-Seestall eG mit dem Sitz in Asch mit der Raiffeisenbank Leeder eG mit dem Sitz in Leeder und der Raiffeisenbank Unterdießen eG mit dem Sitz in Unterdießen zur Raiffeisenbank Fuchstal eG. Die Raiffeisenbank Denklingen-Epfach eG wiederum entstand im Jahr 1976 aus der Fusion der Raiffeisenbank Denklingen eG mit der Raiffeisenbank Epfach eG (beide mit Sitz in Denklingen).
Die heutige Raiffeisenbank Lechrain eG entstand im Jahr 2022 aus der Fusion der Raiffeisenbank Nordkreis Landsberg eG mit dem Sitz in Egling an der Paar mit der Raiffeisenbank Fuchstal-Denklingen e.G. mit dem Sitz in Fuchstal.
Anmerkung: Es gab bereits schon einmal eine Raiffeisenbank Lechrain eG, die mit der heutigen Raiffeisenbank Lechrain eG nicht zu verwechseln ist. Die damalige Raiffeisenbank Lechrain eG mit dem Sitz in Vilgertshofen fusionierte im Jahr 1991 mit der Raiffeisenbank Südkreis Landsberg eG zur Raiffeisenbank Lech-Ammersee eG. Diese wiederum ist 2015 in der heutigen VR Bank Starnberg-Herrsching-Landsberg eG aufgegangen.

## Rechtsverhältnisse
Die Raiffeisenbank Lechrain eG ist im Genossenschaftsregister beim Amtsgericht Augsburg unter GnR 604 eingetragen.

## Organisationsstruktur
Rechtsgrundlagen sind das Genossenschaftsgesetz und die durch die Generalversammlung beschlossene Satzung. Organe der Bank sind der Vorstand, der Aufsichtsrat und die Generalversammlung.

## Sicherungseinrichtung
Die Raiffeisenbank Lechrain eG ist der amtlich anerkannten Sicherungseinrichtung des Bundesverbandes der Deutschen Volksbanken und Raiffeisenbanken GmbH und der zusätzlichen freiwilligen Sicherungseinrichtung des Bundesverbandes der Deutschen Volksbanken und Raiffeisenbanken e.V. angeschlossen.

## Geschäftsausrichtung
Die Raiffeisenbank Lechrain eG betreibt das Universalbankgeschäft. Im Verbundgeschäft arbeitet sie mit der DZ Bank, R+V Versicherung, Bausparkasse Schwäbisch Hall, VR Smart Finanz, Münchener Hypothekenbank, Teambank, VR Leasing, DZ Hyp, Allianz SE und der Union Investment zusammen. Die Genossenschaftsbank ist dem bundesweiten BankCard ServiceNetz und dem BankCard KontoInfo angeschlossen.

## Gesellschaftliches Engagement
Der Zweck der Bank ist laut § 2 (1) der Satzung unter anderem die Förderung und Betreuung der Mitglieder. Damit verbunden ist die regionale Förderung in den Bereichen Sport, Kultur, Bildung und Soziales. Außerdem richtet die Bank  an Schulen im Geschäftsgebiet den jugend creativ Wettbewerb aus.

## Geschäftsgebiet
Das Geschäftsgebiet liegt im Südwesten und Norden des Landkreises Landsberg am Lech.
An diesen Orten betreibt die Bank Filialen:
- Fuchstal (Hauptstelle, jur. Sitz)
- Prittriching (Geschäftsstelle)
- Walleshausen (Geschäftsstelle)
- Scheuring (Geschäftsstelle)
- Egling an der Paar (Geschäftsstelle)
- Denklingen (Geschäftsstelle)
- Unterdießen (Geschäftsstelle)